# Imperia (banda)
Imperia es una banda de multinacional de metal sinfónico y metal gótico. Fue formada en 2004 por la soprano noruega Helena Iren Michaelsen; antigua integrante de los grupos Trail of Tears y Epica.
La banda está formada por músicos originarios de varios países europeos como Finlandia, Noruega, Bélgica y Alemania. La banda esta asentada en los Países Bajos.

## Discografía
- 2004: The Ancient Dance of Qetesh
- 2007: Queen of Light
- 2011: Secret Passion
- 2015: Tears of Silence
- 2019: Flames of Eternity
- 2021: The Last Horizon